# Barbara Boxer
Pour les articles homonymes, voir Boxer.
Barbara Boxer, née le 11 novembre 1940 à Brooklyn (New York), est une femme politique américaine. Membre du Parti démocrate, elle est élue de la Californie au Congrès des États-Unis de 1983 à 2017, d'abord à la Chambre des représentants, puis au Sénat de 1993 à 2017.
Progressiste et classée à l'aile gauche de son parti, elle se revendique féministe et libérale au sens américain du terme. Boxer défend également la protection de l'environnement, le contrôle des armes à feu et les droits des minorités. Elle réside à Rancho Mirage, dans le comté de Riverside.

## Biographie

### Jeunesse et études
Barbara Levy Boxer naît dans l'arrondissement de Brooklyn à New York. Elle est diplômée en économie et journaliste de profession.

### Représentante des États-Unis

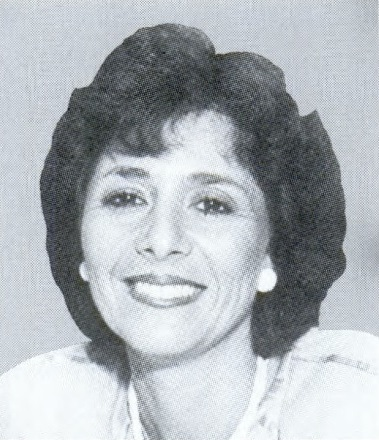
Barbara Boxer, alors représentante des États-Unis, en 1987.

En 1982, Barbara Boxer se présente à la Chambre des représentants des États-Unis. Elle est candidate dans le 6e district congressionnel de Californie, qui comprend le comté de Marin et une partie de San Francisco, le démocrate sortant Phillip Burton ne se représentant pas. Elle est élue représentante en rassemblant 52 % des voix contre 45 % pour le républicain Dennis McQuaid. Elle est réélue en 1984, 1986, 1988 et 1990 avec plus de 68 % des suffrages.

### Sénatrice des États-Unis
En 1992, Barbara Boxer se porte candidate au Sénat des États-Unis pour succéder à Alan Cranston. Lors de la primaire démocrate, elle bat le lieutenant-gouverneur Leo T. McCarthy et son collègue au Congrès Mel Levine (en). Elle affronte alors le républicain conservateur Bruce Herschensohn, commentateur à la radio et à la télévision. Barbara Boxer est élue sénatrice avec environ 48 % des voix contre 43 % pour Herschensohn. Le même jour, Dianne Feinstein est également élue sénatrice de Californie avec 55 % des suffrages lors d'une élection spéciale. La presse surnomme alors 1992 comme « l'année de la femme » (Year of the Woman), puisque quatre femmes font leur entrée au Sénat avec l'élection de Boxer et Feinstein, ainsi que Carol Moseley-Braun (Illinois) et Patty Murray (État de Washington).

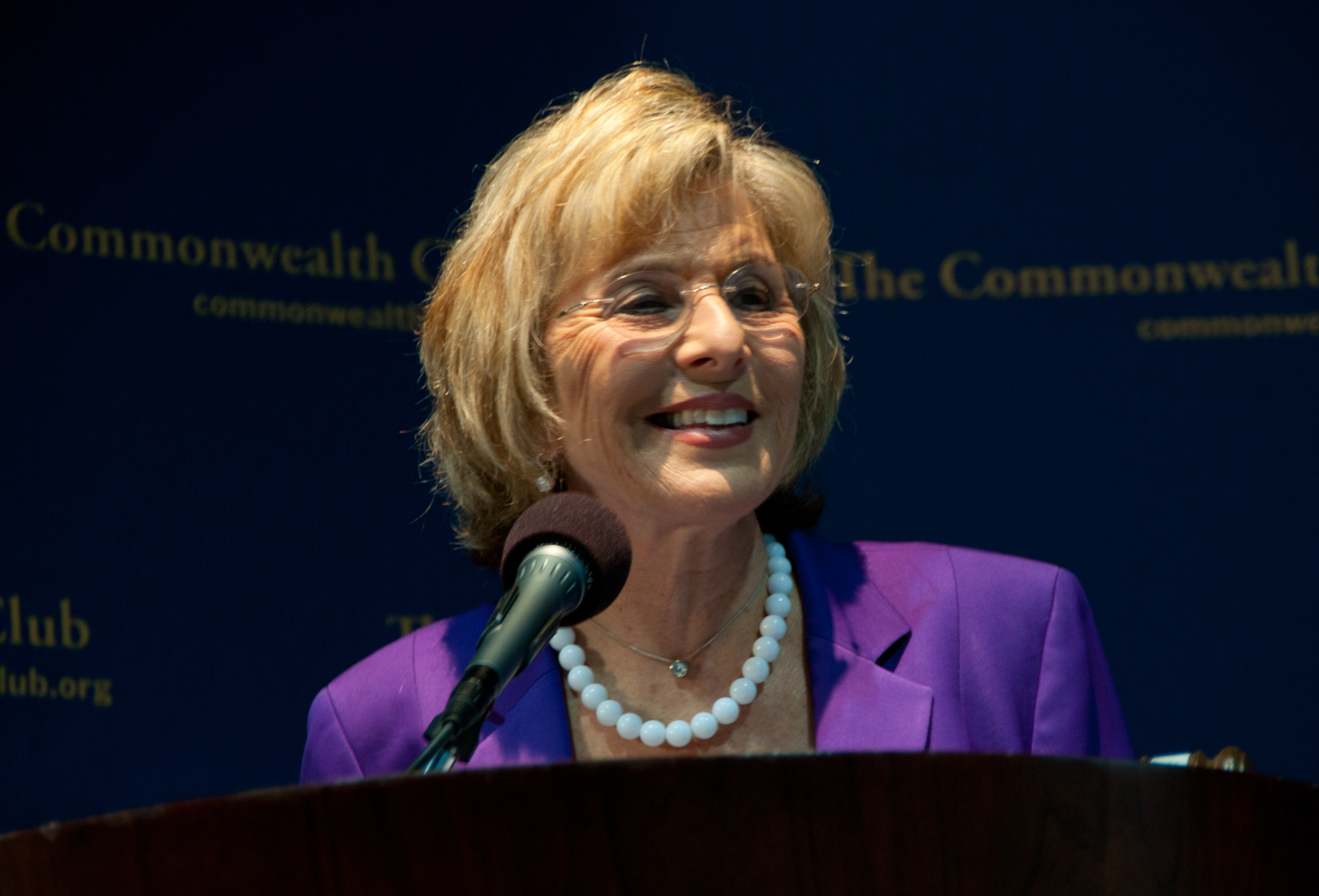
Barbara Boxer en 2010.

Elle est réélue en 1998 avec 53,1 % des voix face au républicain Matt Fong (43 %). En 2004, après avoir annoncé son retrait du Sénat, elle déclare finalement continuer le combat politique contre les conservateurs du type de Tom DeLay[réf. nécessaire]. Elle se représente et est réélue avec 57,7 % des voix contre 37,8 % au candidat du Parti républicain, le conservateur Bill Jones. Elle est réélue en 2010 avec 10 points d'avance sur Carly Fiorina, rassemblant 52,2 % des suffrages.
Le 6 janvier 2005, elle conteste avec la représentante Stephanie Tubbs Jones la validité des suffrages des 20 grands électeurs de l'État de l'Ohio, acquis au républicain George W. Bush, dénonçant des irrégularités commises le jour de l'élection. Lors du décompte des votes le lendemain, le Sénat repousse leur objection par 74 voix contre une seule, tandis que la Chambre des représentants fait de même par 267 voix contre 31 ; au sein de la chambre haute, Barbara Boxer est la seule à voter en faveur de sa contestation.
Barbara Boxer est connue pour être une détractrice de l'administration de George W. Bush dont elle conteste l'intégrité. Elle vote contre la confirmation au poste de secrétaire d'État de Condoleezza Rice et au poste de procureur général d'Alberto Gonzales.

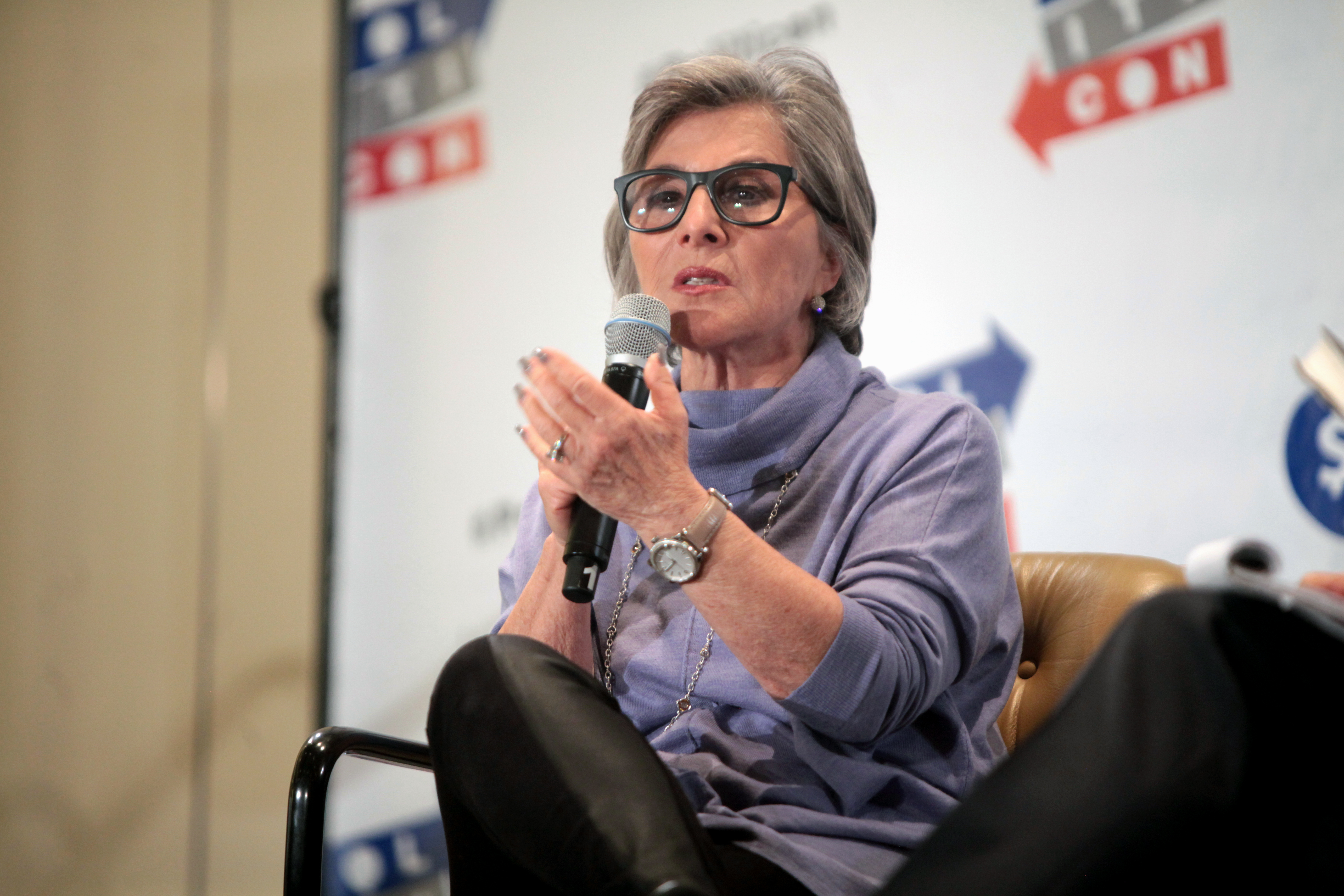
Barbara Boxer à Pasadena, lors du Politicon de 2016.

Par ces votes, Boxer devient l'icône des mouvements activistes de gauche. Cataloguée comme démocrate libérale ou progressiste, elle marque le contraste en détenant le siège de l'ancien président républicain Richard Nixon. Elle vote cependant en 2001 pour le USA PATRIOT Act, au contraire de son collègue Russ Feingold (Wisconsin). Elle annonce en 2015 qu'elle n'est pas candidate à sa réélection en 2016. La procureure générale de Californie Kamala Harris et la représentante Loretta Sánchez concourent à sa succession, toutes deux pour le Parti démocrate, la première remportant l'élection.

### Vie privée
Barbara Levy est mariée avec Stewart Boxer dont elle a deux enfants. En 1994, sa fille Nicole Boxer épouse à la Maison-Blanche Tony Rodham, le frère d'Hillary Clinton, avec qui elle a un fils et dont elle divorce en 2000.

## Dans la culture populaire
Sauf indication contraire, les informations mentionnées dans cette section peuvent être confirmées par la base de données cinématographiques IMDb,  présente dans la section « Liens externes ».
Barbara Boxer apparaît à plusieurs reprises dans des fictions dans son propre rôle. Elle joue ainsi dans un épisode de la série Murphy Brown en 1994, dans le film Traffic en 2000, et dans un épisode de la série Larry et son nombril en 2007. En 2012, elle joue son propre rôle au côté de la sénatrice républicaine Olympia Snowe du Maine dans un épisode de la série télévisée Parks and Recreation ; elle y apparaît à nouveau dans un épisode en 2015.